# Stenotarsia bifasciata
Stenotarsia bifasciata är en skalbaggsart som beskrevs av Moser 1907. Stenotarsia bifasciata ingår i släktet Stenotarsia och familjen Cetoniidae. Inga underarter finns listade i Catalogue of Life.